# Alan Sors
Alan Sors Baster (ur. 1962) – polski perkusista i kompozytor, znany głównie z występów w zespołach Turbo oraz Bajm.
Alan Sors karierę zaczynał w zespole Chwila Nieuwagi, którego najbardziej znanym utworem była „Główna przegrana”. W nagraniu tym występowały elementy rapu. Przez pewien czas zespół występował z dwoma zestawami perkusyjnymi (Alan Sors i Grzegorz Schneider). Alan Sors grał także w krakowskim zespole Meness. Następnie związał się z zespołem Turbo, z którym nagrał dwie płyty: Smak ciszy oraz Kawaleria szatana. Krótka współpraca z zespołem Piotra Zandera zaowocowała płytą pt. Pora na seks. W 1986 roku dołączył do zespołu Bajm, z którym nagrał dwie płyty Nagie skały oraz Biała armia. Na początku lat 90. XX wieku grywał w chicagowskich klubach, gdzie został zauważony przez założycieli formacji Mr. Blotto, którzy zaproponowali mu współpracę. Po zakończeniu przygody w Bajmie wyjechał na stałe do USA kontynuując współpracę z Mr. Blotto.
Chronologia:
- Chwila Nieuwagi (1979–1982)
- Meness (1981–1983)
- Turbo (1983–1985)
- Piotr Zander (1985–1986)
- Bajm (1986–1993)
- Mr. Blotto (1991–2005, od 2009).